# ویلیام بار (مورخ)
ویلیام بار (انگلیسی: William Barr؛ زادهٔ ۰ اکتبر ۱۹۴۰) مورخ، و استاد دانشگاه اهل بریتانیا است.